# 141
141 (сто четиридесет и първа) година по юлианския календар е невисокосна година, започваща в понеделник. Това е 141-вата година от новата ера, 141-вата година от първото хилядолетие, 41-вата година от 2 век, 1-вата година от 5-о десетилетие на 2 век, 2-рата година от 140-те години. В Рим е наричана Година на консулството на Север и Стлога (или по-рядко – 894 Ab urbe condita, „894-та година от основаването на града“).

## Събития
- Консули в Рим са Тит Хений Север и Марк Стлога Присцин.